# Coordinate curvilinee
Le coordinate curvilinee sono un sistema di coordinate per lo spazio euclideo basato su una trasformazione che trasforma il sistema di coordinate cartesiane in un sistema di coordinate con lo stesso numero di coordinate nel quale gli assi coordinati sono curvi. Tale trasformazione deve essere localmente invertibile in ogni punto. Questo significa che si possono convertire (almeno localmente) le coordinate cartesiane di un punto in coordinate curvilinee e viceversa.
Le coordinate curvilinee più conosciute sono ortogonali e sono in particolare le coordinate polari per {\displaystyle \mathbb {R} ^{2}} e le coordinate sferiche e le coordinate cilindriche per {\displaystyle \mathbb {R} ^{3}}.

## Descrizione
In alcune applicazioni, l'uso di un sistema di coordinate curvilinee può essere più semplice del sistema di coordinate cartesiane. Per esempio, un problema fisico con simmetria sferica definito in  {\displaystyle \mathbb {R} ^{3}} (per esempio il moto di una carica in un campo), è di solito più semplice se risolto nelle coordinate sferiche piuttosto che nelle coordinate cartesiane. Inoltre anche le condizioni al bordo possono creare una simmetria. Per esempio il moto di una particella in una scatola rettangolare è più agevolmente descritto in coordinate cartesiane, mentre il moto in una sfera in coordinate sferiche.
Molti concetti del calcolo vettoriale che sono definiti in coordinate cartesiane o in coordinate sferiche, possono essere formulati in un sistema di coordinate curvilinee generico. Questo fornisce una certa astrazione ed è quindi possibile derivare espressioni generali di gradiente, divergenza, rotore e laplaciano, valide per ogni sistema di coordinate curvilinee.
Il nome "coordinate curvilinee" è stato coniato dal matematico francese Lamé, dal fatto che le superfici coordinate in un sistema di coordinate curvilinee sono curve a differenza di un sistema cartesiano in cui le superfici coordinate sono dei piani, per esempio {\displaystyle z=0}  definisce il piano {\displaystyle xy} mentre per esempio nelle coordinate sferiche la superficie coordinata {\displaystyle r=1} è una sfera unitaria in {\displaystyle \mathbb {R} ^{3}} ovviamente curva.

## Coordinate curvilinee generali

Superfici coordinate, linee corrdinate e assi coordinati di un sistema di coordinate curvilinee.

Nelle coordinate cartesiane la posizione di un punto  {\displaystyle P(x,y,z)} è determinata dall'intersezione di tre piani perpendicolari, {\displaystyle x={\text{costante}}}, {\displaystyle y={\text{costante}}},  {\displaystyle z={\text{costante}}}. Le coordinate {\displaystyle x}, {\displaystyle y} e {\displaystyle z} sono legate a tre nuove quantità {\displaystyle q_{1}}, {\displaystyle q_{2}} e {\displaystyle q_{3}} dalle equazioni della trasformazione diretta, cioè da coordinate curvilinee a cartesiane:
{\displaystyle {\begin{cases}x=x(q_{1},q_{2},q_{3})\\y=y(q_{1},q_{2},q_{3})\\z=z(q_{1},q_{2},q_{3}).\end{cases}}}
Il sistema di equazioni sopra può essere risolto per le incognite {\displaystyle q_{1}}, {\displaystyle q_{2}} e {\displaystyle q_{3}} con soluzioni nella forma delle equazioni della trasformazione inversa, cioè da coordinate cartesiane a curvilinee:
{\displaystyle {\begin{cases}q_{1}=q_{1}(x,y,z)\\q_{2}=q_{2}(x,y,z)\\q_{3}=q_{3}(x,y,z)\end{cases}}}
Le funzioni di trasformazione sono tali che esiste una relazione biunivoca tra i punti nelle "vecchie" e "nuove" coordinate e soddisfano la seguente condizione nel loro dominio:
1. sono funzioni lisce;
2. il determinante dello Jacobiano:

{\displaystyle {\partial (q_{1},q_{2},q_{3}) \over \partial (x,y,z)}={\begin{vmatrix}{\frac {\partial q_{1}}{\partial x}}&{\frac {\partial q_{2}}{\partial x}}&{\frac {\partial q_{3}}{\partial x}}\\{\frac {\partial q_{1}}{\partial y}}&{\frac {\partial q_{2}}{\partial y}}&{\frac {\partial q_{3}}{\partial y}}\\{\frac {\partial q_{1}}{\partial z}}&{\frac {\partial q_{2}}{\partial z}}&{\frac {\partial q_{3}}{\partial z}}\end{vmatrix}}\neq 0}
non è zero; questo significa che la trasformazione è invertibile in accordo col teorema della funzione inversa. La condizione che il determinante dello jacobiano sia diverso da zero riflette il fatto che ci sono tre superfici differenti che si intersecano in un solo punto e quindi determinano la posizione del punto in maniera univoca.
Un punto generico può essere descritto specificando sia  {\displaystyle x}, {\displaystyle y}, {\displaystyle z} oppure {\displaystyle q_{1}}, {\displaystyle q_{2}}, {\displaystyle q_{3}} mentre ogni equazione inversa descrive una superficie nelle nuove coordinate e le intersezioni di tre di queste superfici determina il punto nello spazio tridimensionale. Le superfici {\displaystyle q_{1}={\text{costante}}}, {\displaystyle q_{2}={\text{costante}}}, {\displaystyle q_{3}={\text{costante}}} sono le superfici coordinate; le curve formate dall'intersezione di una coppia di superfici coordinate è chiamata linea coordinata. Gli assi coordinati sono determinati dalle tangenti alle linee coordinate e dall'intersezione delle tre superfici. In generale non fissano una direzione nello spazio, come invece succede nelle coordinate cartesiane. Le quantità {\displaystyle (q_{1},q_{2},q_{3})} sono le coordinate curvilinee del punto {\displaystyle P(q_{1},q_{2},q_{3})}.
Più in generale, {\displaystyle (q_{1},q_{2},\ldots ,q_{n})} sono coordinate curvilinee nello spazio {\displaystyle n}-dimensionale.

### Esempio: coordinate sferiche

Superfici coordinate, linee coordinate, assi coordinati delle coordinate sferiche.
Superfici: -sfera, -cono, -semipiano;
Linee: -semirette, -semicerchi verticali, -cerchi orizzontali;
Assi: -semirette, -tangenti ai semicerchi verticali, -tangenti ai cerchio orizzontali

Le coordinate sferiche sono uno dei sistemi di coordinate curvilinee più usati come nelle scienze della Terra, cartografia e fisica. Le coordinate curvilinee {\displaystyle (q_{1},q_{2},q_{3})} in questo sistema sono rispettivamente {\displaystyle r} (distanza radiale o raggio polare, {\displaystyle r\geq 0}), {\displaystyle \theta } (azimut o latitudine, {\displaystyle 0\leq \theta \leq \pi }) e {\displaystyle \varphi } (zenit o longitudine, {\displaystyle 0\leq \varphi \leq 2\pi }).
La relazione tra le coordinate cartesiane e le coordinate sferiche è data da:
{\displaystyle {\begin{cases}x=r\sin {\theta }\cos {\varphi }\\y=r\sin {\theta }\sin {\varphi }\\z=r\cos {\theta }\end{cases}}}   trasformazione diretta   (da sferiche a cartesiane).
Risolvendo le equazioni del sistema per {\displaystyle r}, {\displaystyle \theta }, e {\displaystyle \varphi } si ottengono le relazioni tra le coordinate sferiche e le coordinate cartesiane:
{\displaystyle r={\sqrt {x^{2}+y^{2}+z^{2}}}}
{\displaystyle {\theta }=\arccos \left({\frac {z}{\sqrt {x^{2}+y^{2}+z^{2}}}}\right)\qquad } oppure {\displaystyle \qquad \cos \theta ={\frac {z}{\sqrt {x^{2}+y^{2}+z^{2}}}}}
{\displaystyle {\varphi }=\arctan \left({\frac {y}{x}}\right)\qquad } oppure {\displaystyle \qquad \tan \varphi ={\frac {y}{x}}}     trasformazioni inverse (da cartesiane a sferiche).
Le superfici coordinate sferiche sono derivate in termine delle coordinate cartesiane fissando le coordinate sferiche nelle trasformazioni inverse a un valore costante. Quindi l'equazione {\displaystyle r={\text{costante}}} rappresenta superfici sferiche concentriche centrate nell'origine {\displaystyle O} delle coordinate cartesiane. L'equazione {\displaystyle \theta ={\text{costante}}} rappresenta superfici coniche circolari con l'apice in {\displaystyle O} e con asse l'asse {\displaystyle Oz}, {\displaystyle \varphi ={\text{costante}}} sono i semipiani limitati dall'asse {\displaystyle Oz} e perpendicolari al piano coordinato cartesiano {\displaystyle xOy}. Ogni linea coordinata sferica è formata dall'intersezione di una coppia delle superfici coordinate sferiche, corrispondenti alle altre due coordinate: le linee  {\displaystyle r} (distanza radiale) sono semirette {\displaystyle Or}, intersezione di un cono {\displaystyle \theta ={\text{costante}}} e un semipiano {\displaystyle \varphi ={\text{costante}}}; le linee {\displaystyle \theta } (meridiani) sono semicerchi formati dall'intersezione di una sfera {\displaystyle r={\text{cost}}} e un semipiano {\displaystyle \varphi ={\text{costante}}}; le linee {\displaystyle \varphi } (paralleli) sono circonferenze in piani paralleli a {\displaystyle xOy} intersezione di una sfera {\displaystyle r={\text{costante}}} e un cono {\displaystyle \theta ={\text{costante}}}. La posizione del punto {\displaystyle P(r,\theta ,\varphi )} è determinata dall'intersezione fra tre superfici coordinate, o alternativamente, come l'intersezione di tre linee coordinate. Gli assi {\displaystyle \theta } e {\displaystyle \varphi } in {\displaystyle P(r,\theta ,\varphi )} sono mutuamente perpendicolari (ortogonali) tangenti al meridiano e al parallelo in quel punto, mentre l'asse {\displaystyle r} è diretto lungo la distanza radiale ed è ortogonale sia all'asse {\displaystyle \theta } che {\displaystyle \varphi }.
Le superfici descritte dalle trasformazioni inverse sono funzioni lisce nel loro dominio. Il Jacobiano della trasformazione inversa è:
{\displaystyle J^{-1}={\frac {\partial (r,\theta ,\varphi )}{\partial (x,y,z)}}={\begin{vmatrix}\sin \theta \cos \varphi &\sin \theta \sin \varphi &\cos \theta \\{\frac {1}{r}}\cos \theta \cos \varphi &{\frac {1}{r}}\cos \theta \sin \varphi &-{\frac {1}{r}}\sin \theta \\-{\frac {1}{r}}{\frac {\sin \varphi }{\sin \theta }}&{\frac {1}{r}}{\frac {\cos \varphi }{\sin \theta }}&0\end{vmatrix}}={\frac {1}{r^{2}\sin \theta }}\neq 0.}

## Basi locali
Le coordinate sono usate per definire la posizione o la distribuzione di quantità fisiche che possono essere scalari, vettoriali o tensoriali. Gli scalari sono espressi come punti e la loro posizione è definita specificando le loro coordinate attraverso l'uso di linee coordinate o superfici coordinate. I vettori sono oggetti che possiedono due caratteristiche: modulo e direzione. Per definire un vettore in termini di coordinate è necessario una struttura di coordinate associate, chiamata base. Una base nello spazio tridimensionale è un insieme di tre vettori linearmente indipendenti {\displaystyle \{e_{1},e_{2},e_{3}\}}, chiamato base vettoriale. Ogni base vettoriale è associata a una coordinata nella rispettiva dimensione. Ogni vettore può essere rappresentato come la somma di vettori {\displaystyle A_{n}e_{n}} formato moltiplicando un vettore della base con un coefficiente scalare, chiamato componente. Ogni vettore ha esattamente una componente per ogni dimensione e può essere rappresentato come la somma vettoriale: {\displaystyle A=A_{1}e_{1}+A_{2}e_{2}+A_{3}e_{3}}, dove {\displaystyle A_{n}} e {\displaystyle e_{n}} sono le componenti e i vettori della base. Una richiesta per il sistema di coordinate e la sua base è la condizione  {\displaystyle A_{1}e_{1}+A_{2}e_{2}+A_{3}e_{3}\neq 0} quanto almeno uno dei {\displaystyle A_{n}\neq 0}. Questa condizione è la indipendenza lineare. L'indipendenza lineare implica che non esiste una base di vettore di modulo zero poiché darebbe origine a vettori di modulo zero usando qualsiasi componente. Vettori non paralleli sono linearmente indipendenti, e una tripla di vettori non complanari può essere usata come base nelle tre dimensioni.
Per un sistema di coordinate curvilinee generiche, i vettori della base e le componenti variano da punto a punto. Se un vettore {\displaystyle A} è originariamente nel punto {\displaystyle P(q_{1},q_{2},q_{3})} e viene spostato al punto P'(q'1, q'2, q'3 ) in modo tale che la sua direzione e la sua orientazione siano preservate, allora il nuovo vettore sarà espresso con delle nuove componenti A'n con dei nuovi vettori della base e'n. Quindi, la somma di vettori che descrive  {\displaystyle A} nel nuovo punto è composta da differenti vettori, nonostante la somma rimane la stessa. Una base coordinata i cui vettori della base cambiano la loro direzione e/o la loro direzione da punto a punto è chiamata una base locale. Tutte le basi associate con le coordinate curvilinee sono necessariamente locali. Le basi globali, cioè quelle composte da vettori che rimangono sempre gli stessi in tutti i punti possono essere associate solo alle coordinate lineari. Un'espressione più esatta per questa somma vettoriale con la base locale è {\displaystyle \mathbf {A} =\textstyle \sum _{i=1}^{n}A_{i}(q_{1}\ldots q_{n})\mathbf {e} _{i}(q_{1}\ldots q_{n})}, dove la dipendenza sia delle componenti che dei vettori della base dal punto è esplicitata ({\displaystyle n} è la dimensione).
I vettori della base possono essere associati ad un sistema di coordinate in due modi: possono essere costruiti lungo gli assi coordinati (collineari con gli assi) oppure perpendicolari alle superfici coordinate. Nel primo caso (collineari agli assi), i vettori della base si trasformano come vettori covarianti mentre nel secondo caso (normali alle superfici), i vettori della base trasformano come vettori controvarianti. Questi due tipi di basi sono distinti dalla posizione dei loro indici: i vettori covarianti hanno un indice basso, mentre i vettori controvarianti hanno un indice alto. Quindi per un sistema di coordinate curvilinee ci sono due insiemi di vettori di base per ogni punto: {\displaystyle \{e_{1},e_{2},e_{3}\}} è la base covariante, mentre {\displaystyle \{e^{1},e^{2},e^{3}\}} è la base controvariante. Un'importante proprietà della rappresentazione dei vettori e dei tensori in termini di componenti e vettori della base è l'invarianza nel senso che le componenti che trasformano in maniera covariante (o controvariante) sono associate ad una base di vettori che trasforma in maniera controvariante (o covariante). Questo significa che in un'espressione in cui un indice appare due volte, deve apparire una volta in alto e una volta in basso. Quindi nella somma vettoriale sopra, la base di vettori con indici bassi è moltiplicata da componenti il cui indice è alto, o viceversa, in modo che un vettore può essere descritto in due modi: {\displaystyle A=A^{1}e_{1}+A^{2}e_{2}+A^{3}e_{3}=A_{1}e^{1}+A_{2}e^{2}+A_{3}e^{3}}. Sotto un cambiamento di coordinate, un vettore trasforma nello stesso modo delle sue componenti. Quindi, un vettore è covariante o controvariante se, rispettivamente, le sue componenti sono covarianti o controvarianti. Dalle somma vettoriali precedenti, si nota che i vettori controvarianti sono rappresentati con una base di vettori covariante, e i vettori covarianti sono rappresentati con una base di vettori controvarianti. Questo si riflette nella notazione di Einstein con la quale la somma vettoriale {\displaystyle \sum _{i=1}^{n}A^{i}\mathbf {e} _{i}} e {\displaystyle \sum _{i=1}^{n}A_{i}\mathbf {e} ^{i}} la base di vettori e il simbolo di sommatoria è omesso, lasciando solo {\displaystyle A^{i}} e  {\displaystyle A_{i}} che rappresentano, rispettivamente, un vettore controvariante e un vettore covariante.

### Basi covarianti

Trasformazione della base locale covariante nel caso di coordinate curvilinee generali

Un vettore controvariante è un vettore le cui componenti controvariante la cui posizione è determinata usando una base di vettore covariante che sono costruiti lungo gli assi coordinati. In analogia con gli altri elementi coordinati, la trasformazione della base covariante di generali coordinate curvilinee è descritta partendo dal sistema di coordinate cartesiane la cui base è chiamata base standard. La base standard è una base globale composta da 3 vettori mutuamente ortogonali {\displaystyle \{i,j,k\}} di lunghezza unitaria, cioè il loro modulo è {\displaystyle 1}. Indifferentemente dal modo di costruzione (paralleli agli assi, o normali alle superfici coordinate) nel sistema cartesiano il risultato è un insieme di vettori che forma la base standard. Per evitare complicazioni, la base standard sia costruita lungo gli assi coordinati.
Nel punto {\displaystyle P}, preso come origine, {\displaystyle x} è una delle coordinate cartesiane e {\displaystyle q_{1}} è una delle coordinate curvilinee. La base di vettori locali è {\displaystyle e_{1}} ed è costruita sull'asse {\displaystyle q_{1}} che è tangente alla linea coordinata {\displaystyle q_{1}} nel punto {\displaystyle P}. L'asse {\displaystyle q_{1}} e il vettore {\displaystyle e_{1}} formano un angolo {\displaystyle \alpha } con l'asse cartesiano {\displaystyle x} e con il vettore della base cartesiana {\displaystyle i}. Si nota dal triangolo {\displaystyle PAB} che {\displaystyle \cos \alpha ={\tfrac {|\mathbf {i} |}{|\mathbf {e} _{1}|}}} dove {\displaystyle |e_{1}|} è il modulo del vettore della base  {\displaystyle e_{1}} e  {\displaystyle |i|} è il modulo del vettore della base cartesiana {\displaystyle i} che è anche la proiezione di {\displaystyle e_{1}} sull'asse {\displaystyle x}. Segue che  {\displaystyle |\mathbf {e} _{1}|={\tfrac {|\mathbf {i} |}{\cos \alpha }}} e {\displaystyle |\mathbf {i} |=|\mathbf {e} _{1}|\cos \alpha }. Tuttavia, questo metodo per le trasformazioni dei vettori della base che usa i coseni direttori è inapplicabile alle coordinate curvilinee per la ragione seguente. Aumentando la distanza da {\displaystyle P} l'angolo tra la linea curvilinea {\displaystyle q_{1}} e l'asse cartesiano {\displaystyle x} differisce sempre di più da {\displaystyle \alpha }. Alla distanza {\displaystyle PB} l'angolo vero è quello tra la tangente al punto {\displaystyle C} e l'asse {\displaystyle x} ed è diverso da {\displaystyle \alpha }. Gli angoli che la linee {\displaystyle q_{1}} e l'asse {\displaystyle q_{1}} formano con l'asse {\displaystyle x} diventano sempre più piccoli. Sia il punto {\displaystyle E} posizionato molto vicino a {\displaystyle P}, così vicino che la distanza {\displaystyle PE} sia infinitesima. Allora {\displaystyle PE} misurato sull'asse {\displaystyle q_{1}} coincide quasi con {\displaystyle PE} misurato sulla linea {\displaystyle q_{1}}. Allo stesso modo, il rapporto {\displaystyle {\tfrac {PD}{PE}}} ({\displaystyle PD} è la proiezione di {\displaystyle PE} sull'asse {\displaystyle x}) diventa quasi esattamente uguale a {\displaystyle \cos \alpha }. Siano {\displaystyle PD} e {\displaystyle PE} chiamati rispettivamente {\displaystyle dx} e {\displaystyle dq_{1}}. Allora {\displaystyle \cos \alpha ={\tfrac {dx}{dq_{1}}}} e {\displaystyle {\tfrac {1}{\cos \alpha }}={\tfrac {dq_{1}}{dx}}}. Quindi, i coseni direttori possono essere sostituiti nelle relazioni con i più esatti rapporti tra le intercette infinitesime. Le coordinate curvilinee generiche {\displaystyle q_{1}\equiv q_{1}(x,y,z)} e {\displaystyle x\equiv x(q_{1},q_{2},q_{3})} sono funzioni lisce (differenziabili con continuità) e quindi il rapporto può essere scritto come {\displaystyle {\tfrac {dq_{1}}{dx}}={\tfrac {dq_{1}(x,y,z)}{dx}}={\tfrac {\partial q_{1}}{\partial x}}} e {\displaystyle {\tfrac {dx}{dq_{1}}}={\tfrac {dx(q_{1},q_{1},q_{3})}{dq_{1}}}={\tfrac {\partial x}{\partial q_{1}}}}, cioè questi rapporto sono le derivate parziali delle coordinate di un sistema rispetto alle coordinate dell'altro sistema.
Segue che la componente (proiezione) di {\displaystyle e_{1}} sull'asse {\displaystyle x} è {\displaystyle x={\tfrac {|\mathbf {i} |}{|\mathbf {e} _{1}|}}|\mathbf {e} _{1}|=\cos \alpha |\mathbf {e} _{1}|={\tfrac {\partial x}{\partial q_{1}}}|\mathbf {e} _{1}|}. La proiezione dei vettori normalizzati che della base {\displaystyle |e_{1}|=1} può essere costruita è data da un vettore lungo l'asse {\displaystyle x} moltiplicato per il vettore della base standard {\displaystyle i}. Facendo lo stesso per coordinate in spazi di dimensione maggiore, {\displaystyle e_{1}} può essere espresso come: {\displaystyle \mathbf {e} _{1}={\tfrac {\partial x}{\partial q_{1}}}\mathbf {i} +{\tfrac {\partial y}{\partial q_{1}}}\mathbf {j} +{\tfrac {\partial z}{\partial q_{1}}}\mathbf {k} }. Simili equazioni valgono per {\displaystyle e_{2}} ed {\displaystyle e_{3}} in modo che la base standard {\displaystyle \{i,j,k\}} è trasformata nella base locale ordinata e normalizzata {\displaystyle \{e_{1},e_{2},e_{3}\}} dal seguente sistema di equazioni:
{\displaystyle {\begin{cases}{\tfrac {\partial x}{\partial q_{1}}}\mathbf {i} +{\tfrac {\partial y}{\partial q_{1}}}\mathbf {j} +{\tfrac {\partial z}{\partial q_{1}}}\mathbf {k} =\mathbf {e} _{1}\\{\tfrac {\partial x}{\partial q_{2}}}\mathbf {i} +{\tfrac {\partial y}{\partial q_{2}}}\mathbf {j} +{\tfrac {\partial z}{\partial q_{2}}}\mathbf {k} =\mathbf {e} _{2}\\{\tfrac {\partial x}{\partial q_{3}}}\mathbf {i} +{\tfrac {\partial y}{\partial q_{3}}}\mathbf {j} +{\tfrac {\partial z}{\partial q_{3}}}\mathbf {k} =\mathbf {e} _{3}.\end{cases}}}
I vettori {\displaystyle \{e_{1},e_{2},e_{3}\}} nel membro a destra delle equazioni precedenti sono vettori unitari diretti lungo i tre assi del sistema di coordinate curvilinee. Tuttavia in generale non è necessario che i vettori della base del sistema di coordinate curvilinee siano unitari. Può essere facilmente dimostrato che la condizione {\displaystyle |e_{1}|=|e_{2}|=|e_{3}|=1} è un risultato della trasformazione, e non una richiesta a priori imposta sulla base curvilinea. Se invece la base locale {\displaystyle \{e_{1},e_{2},e_{3}\}} non è normalizzata allora al membro di destra, al posto di {\displaystyle e_{1}}, {\displaystyle e_{2}} ed {\displaystyle e_{3}} ci sarà {\displaystyle {\tfrac {\mathbf {e} _{1}}{|\mathbf {e} _{1}|}}}, {\displaystyle {\tfrac {\mathbf {e} _{2}}{|\mathbf {e} _{2}|}}} e {\displaystyle {\tfrac {\mathbf {e} _{3}}{|\mathbf {e} _{3}|}}} che sono ancora vettori unitari diretti lungo gli assi coordinati.
Con un ragionamento analogo, ma proiettando la base standard sugli assi curvilinei ({\displaystyle |i|=|j|=|k|=1} in accordo con la definizione di base standard), si può ottenere la trasformazione inversa da base locale a base standard:
{\displaystyle {\begin{cases}{\tfrac {\partial q_{1}}{\partial x}}\mathbf {e} _{1}+{\tfrac {\partial q_{2}}{\partial x}}\mathbf {e} _{2}+{\tfrac {\partial q_{3}}{\partial x}}\mathbf {e} _{3}=\mathbf {i} \\{\tfrac {\partial q_{1}}{\partial y}}\mathbf {e} _{1}+{\tfrac {\partial q_{2}}{\partial y}}\mathbf {e} _{2}+{\tfrac {\partial q_{3}}{\partial y}}\mathbf {e} _{3}=\mathbf {j} \\{\tfrac {\partial q_{1}}{\partial z}}\mathbf {e} _{1}+{\tfrac {\partial q_{2}}{\partial z}}\mathbf {e} _{2}+{\tfrac {\partial q_{3}}{\partial z}}\mathbf {e} _{3}=\mathbf {k} .\end{cases}}}
Il sistema lineare precedente può essere in forma matriciale come {\displaystyle {\tfrac {\partial x_{i}}{\partial q_{k}}}\mathbf {i} _{i}=\mathbf {e} _{k}} e {\displaystyle {\tfrac {\partial q_{i}}{\partial x_{k}}}\mathbf {e} _{i}=\mathbf {i} _{k}} dove {\displaystyle x_{i}} sono le coordinate cartesiane {\displaystyle x}, {\displaystyle y}, {\displaystyle z} e {\displaystyle i_{i}} sono i vettori standard {\displaystyle i}, {\displaystyle j} e {\displaystyle k}. Le matrici del sistema sono rispettivamente {\displaystyle {\tfrac {\partial x_{i}}{\partial q_{k}}}} and {\displaystyle {\tfrac {\partial q_{i}}{\partial x_{k}}}}. Allo stesso modo queste due matrici sono il Jacobiano {\displaystyle J_{ik}} e {\displaystyle J_{ik}^{-1}}  delle trasformazioni dei vettori della base curvilinea ai vettori della base cartesiane e viceversa. Nel secondo sistema di equazioni (la trasformazione inversa), le incognite sono i vettori della base curvilinea che devono essere tali che in ogni punto del sistema di coordinate curvilinee deve esiste uno e un solo insieme di vettori della base. Questa condizione è soddisfatta se e solo se il sistema di equazioni ha una sola soluzione, cioè se il determinante della matrice è diverso da zero. Per il secondo sistema di equazioni, il determinante della matrice è {\displaystyle \det {J_{ik}^{-1}}=J^{-1}={\tfrac {\partial (q_{1},q_{2},q_{3})}{\partial (x,y,z)}}\neq 0}.
Un'altra proprietà delle trasformazioni precedenti è la natura delle derivate. In generale vale la seguente definizione:
Un vettore covariante è un oggetto che in un sistema di coordinate {\displaystyle x} è definito da {\displaystyle n} numeri ordinati o funzioni (componenti) {\displaystyle a_{i}(x^{1},x^{2},x^{3})} e in un sistema {\displaystyle q} è definito da {\displaystyle n} componenti ordinate {\displaystyle {\bar {a}}_{i}(q^{1},q^{2},q^{3})} che sono legate da  {\displaystyle a_{i}(x^{1},x^{2},x^{3})} in ogni punto dello spazio dalla trasformazione {\displaystyle {\bar {a}}_{k}={\tfrac {\partial x^{i}}{\partial q^{k}}}a_{i}}.
Questa definizione è così generale che si applica alla covarianza in senso astratto, quindi non solo ai vettori della base, ma anche a tutti i vettori, alle componenti, ai tensori, pseudovettori, e pseudotensori (negli ultimi due casi con inversione di segno).
I coefficienti delle derivate parziali con cui i vettori trasformano sono chiamati coefficienti di scala o coefficienti di Lamé (da Gabriel Lamé): {\displaystyle h_{ik}={\tfrac {\partial x^{i}}{\partial q^{k}}}}. Tuttavia la notazione {\displaystyle h_{ik}} è poco usata, e si preferisce usare {\displaystyle {\sqrt {g_{ik}}}}, che sono le componenti del tensore metrico.